# Вайт-Рівер-Джанкшен (Вермонт)
Вайт-Рівер-Джанкшен (англ. White River Junction) — переписна місцевість (CDP) в США, в окрузі Віндзор штату Вермонт. Населення — 2532 особи (2020).

## Географія
Вайт-Рівер-Джанкшен розташований за координатами 43°38′45″ пн. ш. 72°19′17″ зх. д. / 43.64583° пн. ш. 72.32139° зх. д. (43.645909, -72.321395).  За даними Бюро перепису населення США в 2010 році переписна місцевість мала площу 4,39 км², з яких 4,28 км² — суходіл та 0,11 км² — водойми.

## Демографія
Згідно з переписом 2010 року, у переписній місцевості мешкало 2286 осіб у 1060 домогосподарствах у складі 545 родин. Густота населення становила 521 особа/км².  Було 1178 помешкань (269/км²).
Расовий склад населення:
| - 93,9 % — білих - 1,9 % — азіатів - 0,8 % — чорних або афроамериканців - 0,7 % — корінних американців - 0,1 % — вихідців з тихоокеанських островів |

До двох чи більше рас належало 2,4 %. Частка іспаномовних становила 1,9 % від усіх жителів.
За віковим діапазоном населення розподілялося таким чином: 21,3 % — особи молодші 18 років, 64,4 % — особи у віці 18—64 років, 14,3 % — особи у віці 65 років та старші. Медіана віку мешканця становила 40,0 року. На 100 осіб жіночої статі у переписній місцевості припадало 90,8 чоловіків;  на 100 жінок у віці від 18 років та старших — 87,2 чоловіків також старших 18 років.
Середній дохід на одне домашнє господарство  становив 55 337 доларів США (медіана — 38 350), а середній дохід на одну сім'ю — 80 776 доларів (медіана — 63 125). Медіана доходів становила 31 004 долари для чоловіків та 43 641 долар для жінок. За межею бідності перебувало 16,7 % осіб, у тому числі 16,9 % дітей у віці до 18 років та 22,2 % осіб у віці 65 років та старших.
Цивільне працевлаштоване населення становило 1148 осіб. Основні галузі зайнятості: освіта, охорона здоров'я та соціальна допомога — 27,8 %, науковці, спеціалісти, менеджери — 13,6 %, виробництво — 11,9 %, роздрібна торгівля — 10,8 %.